# Francesco Paolo Ciaccio
Francesco Paolo Ciaccio (Palermo, 26 febbraio 1821 – Palermo, 30 settembre 1885) è stato un patriota italiano.

## Biografia
Figlio di Giuseppe Ciaccio e di Maria Anna Napoli e fratello di Alessandro Ciaccio, prese parte alla rivoluzione del 12 gennaio 1848 che porterà all'indipendenza dell'isola per sedici mesi. Il giorno stesso della rivolta verrà costituito il Comitato provvisorio, vi aderirà lo stesso Francesco Paolo; capo del governo provvisorio sarà eletto Ruggero Settimo.
Come colonnello guidò il VII battaglione di fanteria siciliana e dovette sedare i disordini scoppiati nei pressi della città; ebbe poi anche il comando militare del distretto di Palermo.
Visse in esilio lontano dall'isola dopo la restaurazione borbonica: prima a Malta, poi a Roma, Genova e Torino. Dopo aver viaggiato in Europa e in America, fece ritorno in Sicilia nel 1860, anticipando l'arrivo dei Mille. Nel 1861 fu chiamato nel Consiglio di luogotenenza della Sicilia, come segretario per la Pubblica Sicurezza.
Venne eletto consigliere comunale a Palermo nel 1866, dopo cioè la conclusione della terza guerra di indipendenza, alla quale prese parte come semplice soldato.
Nel 1885, spinto da un forte senso civico, assistette gli ammalati di colera contraendo egli stesso la malattia, che lo porterà alla morte verso la fine dello stesso anno.
È sepolto presso il Cimitero dei Rotoli di Palermo e celebrato con un monumento funebre realizzato da Francesco Paolo Palazzotto nel 1903.